# Elisabeth von Kujawien
Elisabeth (poln. Elżbieta; * zwischen 1315 und 1323; † nach 1347) war eine polnische Prinzessin und Fürstin von Bosnien. Sie entstammte dem Adelsgeschlecht der kujawischen Piasten und heiratete in das Haus Kotromanić ein.

## Leben
Elisabeth war Tochter von Herzog Kasimir III. von Kujawien († nach 1347) und einer namentlich nicht bekannten Schwester von Władysław von Kujawien. 

## Ehe und Familie
Sie heiratete den Ban von Bosnien Stjepan II. Kotromanić. Die Ehe wurde von Elisabeth von Polen eingefädelt. Mit ihm hatte sie die Tochter Elisabeth von Bosnien, die zweite Ehefrau des polnischen  und ungarischen Königs Ludwig I. Damit war sie auch die Großmutter der polnischen Königin Hedwig von Anjou und der ungarischen Königin Maria.